# Luis Moya (militar)
El General José Luis Moya Regis (Sombrerete, México, 21 de junio de 1855-Sombrerete, México, 9 de mayo de 1911), fue un militar mexicano que participó en la Revolución mexicana.

## Inicios
Fue hijo de Fortunata Regis y de José Luis Moya, rico ranchero, con propiedades en Zacatecas y Durango, por lo que su niñez se desarrolló en un ambiente de comodidad y holgura. A pesar de haber sido hacendado, comerciante y hombre de negocios, no fue porfirista ni figuró dentro de la política de la época. En todo caso, siempre afirmó tener simpatía por Sebastián Lerdo de Tejada.

## Maderismo
Conoció a Francisco I. Madero en San Pedro de las Colonias, tiempo antes de que este se preocupara por la política. Por su educación liberal, mantuvo siempre la convicción de la necesidad de un cambio sociopolítico; por ello se opuso al gobierno de Porfirio Díaz en los últimos años de esa administración. Ingresó a la oposición activa en 1910, al reencontrarse a Francisco I. Madero en Chihuahua. Allí, al lado de Abraham González, fundó el Club Antirreeleccionista del lugar. A pesar de que tenía más de 50 años y una magnífica posición económica, puso su vida y sus bienes al servicio de una causa que le pareció justa; personalmente realizó una campaña de propaganda a favor del candidato. Atendió el llamado del Plan de San Luis junto con Pánfilo Natera García, Trinidad Cervantes, Félix Bañuelos, los hermanos Santos y otros más, tomó las armas al frente del pequeño grupo de rebeldes. Combatió en Jiménez y Parral, en Chihuahua, luego pasó a operar en los estados de Aguascalientes y Jalisco. En febrero de 1911 tomó la población de Nieves, Zacatecas; esa victoria, la fama de su personalidad y su conocimiento del estado determinaron la incorporación de muchos mineros y campesinos a la lucha contra Porfirio Díaz. Con cerca de cincuenta hombres ocupó San Juan del Mezquital, San José del Aguaje, San Juan de Guadalupe y Chalchihuites, Zacatecas, prosiguió su campaña rumbo al sur, al frente ya de 200 hombres: atacó Tlaltenango, en cuyo combate murió su segundo, Antonio Amaro, padre de Joaquín Amaro Domínguez.
En abril logró tomar la ciudad de Zacatecas, defendida por el teniente coronel Luis G. Padillo, primera capital federativa en poder de los revolucionarios. En las poblaciones que ocupaba hacía resaltar su talento organizador: pagaba a maestros, abría montepíos para que los trabajadores recuperasen las herramientas de trabajo.
Después atacó Sombrerete, Zacatecas, guarnecido por las tropas de Fernando Trucy Aubert. Cuando prácticamente había tomado la plaza, murió en el combate, en víspera de la firma de los Tratados de Ciudad Juárez. Murió poco tiempo después de Antonio Carrasco. Indudablemente fue sorprendente su campaña militar y los éxitos que logró en Zacatecas en tan sólo unos meses.